# Cucullia efflatouni
Cucullia efflatouni är en fjärilsart som beskrevs av Edward P. Wiltshire 1948. Cucullia efflatouni ingår i släktet Cucullia och familjen nattflyn. Inga underarter finns listade i Catalogue of Life.